# Germán Gómez González
Germán Gómez González (Gijón, Asturias, 15 de mayo de 1972) es un artista plástico español, cuya obra se centra en la fotografía (especialmente el retrato) y su tratamiento utilizando diferentes técnicas artísticas.
Recibió el Premio Nacional de Fotografía INJUVE en 2001 y fue galardonado con el premio fotógrafo revelación PhotoEspaña en 2008.

## Biografía
Germán Gómez obtuvo la diplomatura de Magisterio de Educación Especial en 1993. Trabajó en esta especialidad durante 9 años, mientras estudiaba la licenciatura de Bellas Artes en la Universidad Complutense de Madrid, donde se licenció en 1998. Fue en este primer entorno de trabajo donde creó su primera serie fotográfica, Yo, tú, él, ella, nosotros, nosotras, vosotros, vosotras, ellos, ellas, por la que recibió en 2001 el Premio Nacional de Fotografía INJUVE. 
En 2007 fue seleccionado como becario para una residencia artística en la Real Academia de España en Roma. Durante el año de residencia en esta ciudad realizó la serie Condenados, inspirada en el fresco del  Juicio Final de la Capilla Sixtina. Tras esta creación obtuvo el premio fotógrafo revelación PhotoEspaña 2008, en el que el jurado valoró su capacidad para «desarrollar y cuestionar [...] los temas de la identidad y el cuerpo en un momento en el que predomina lo digital».
Su obra ha sido incluida en colecciones institucionales y privadas como el Museo Nacional Centro de Arte Reina Sofía, la  Fundación Niemeyer, el Fitchburg Art Museum y el Centro de Arte Dos de Mayo. 
En la actualidad, Germán Gómez continúa su creación artística en su estudio de Madrid.

## Trayectoria artística
Las primeras obras de Germán Gómez reflejan su interés por la representación colectiva, centrándose en grupos de personas fotografiadas de manera alegórica. A este primer conjunto de obras pertenece la serie Yo, tú, él, ella, nosotros, nosotras, vosotros, vosotras, ellos, ellas, en la que retrató a sus propios alumnos con discapacidad intelectual.
Más adelante su obra quedó centrada en el retrato individual, que concibe como la forma más adecuada de mostrar la identidad psicológica del retratado. En esta línea ha realizado diferentes series en las que, a partir de una o varias fotografías originales, emplea diversas técnicas (dibujo, collage, tratamiento escultórico, mosaico) para crear una pieza única no reproducible.
Germán Gómez utiliza el retrato como manera de representar su propia autobiografía. En palabras del propio artista «busco a otras personas para contar distintos capítulos de mi vida. La fotografía es mi medio. Mi manera de escribir».
Entre los temas más recurrentes en la obra de Germán Gómez se encuentran la identidad, el paso del tiempo, la sexualidad o la reinterpretación de la historia del arte.